# Records Eredivisie seizoen 2012/13
Hier staan noemenswaardige records van de Eredivisie gedurende het seizoen 2012/2013.

## Wedstrijden
- Meest doelpuntrijke wedstrijd in de Eredivisie: Heracles Almelo - sc Heerenveen 6-3
- Meest doelpuntrijke gelijkspel in de Eredivisie: sc Heerenveen - Roda JC 4-4
- Meeste doelpunten door één club tijdens één wedstrijd: PSV 7 doelpunten, PSV - ADO den Haag 7-0
- Grootste thuiszege: PSV - ADO den Haag 7-0
- Grootste uitzege: VVV-Venlo - PSV 0-6
- Meeste bezoekers Eredivisiewedstrijd: -
- Meeste wedstrijden "de Nul": Ajax 15 wedstrijden

## Spelers
- Meeste wedstrijdminuten in de Eredivisie: Dusan Tadic
- Jongste speler in de Eredivisie: Richairo Živković, 16 jaar en 88 dagen
- Oudste speler in de Eredivisie: Sander Boschker
- Langst niet gepasseerde verdediging in de Eredivisie: -
- Meeste wedstrijden "de Nul" als speler: -

## Doelpunten
- Meeste doelpunten in de Eredivisie: Wilfried Bony (Vitesse) 31 goals
- Meeste goals in een Eredivisiewedstrijd: 9 doelpunten Heracles Almelo - sc Heerenveen 6-3
- Meeste wedstrijden achtereen gescoord: - Wilfried Bony (Vitesse) 8 wedstrijden, 13 doelpunten
- Snelste doelpunt in de Eredivisie: Sanharib Malki (Roda JC Kerkrade) (13 seconden) tegen N.E.C.
- Snelste hattrick in de Eredivisie: -
- Snelste eigen goal in de Eredivisie: Graziano Pellè (Feyenoord) (2 minuten) tegen PEC Zwolle
- Meeste goals in één speelronde: 39 (speelronde 32)
- Meeste penalty's benut:Danny Holla, Lex Immers & Ryan Koolwijk : 3

## Transfers
- Duurste binnenlandse transfer: Dušan Tadić, € 7,7 miljoen van FC Groningen naar FC Twente
- Duurste transfer van buitenland naar Eredivisie: Andreas Bjelland , € 3 miljoen van FC Nordsjælland naar FC Twente[bron?]
- Duurste transfer van Eredivisie naar buitenland: Luuk de Jong, € 15 miljoen van FC Twente naar Borussia Mönchengladbach

2007/08 · 
2008/09 · 
2009/10 · 
2010/11 · 
2011/12 · 
2012/13 · 
2013/14
Lijst van records uit de geschiedenis van de Nederlandse Eredivisie